# Панчич, Йосиф

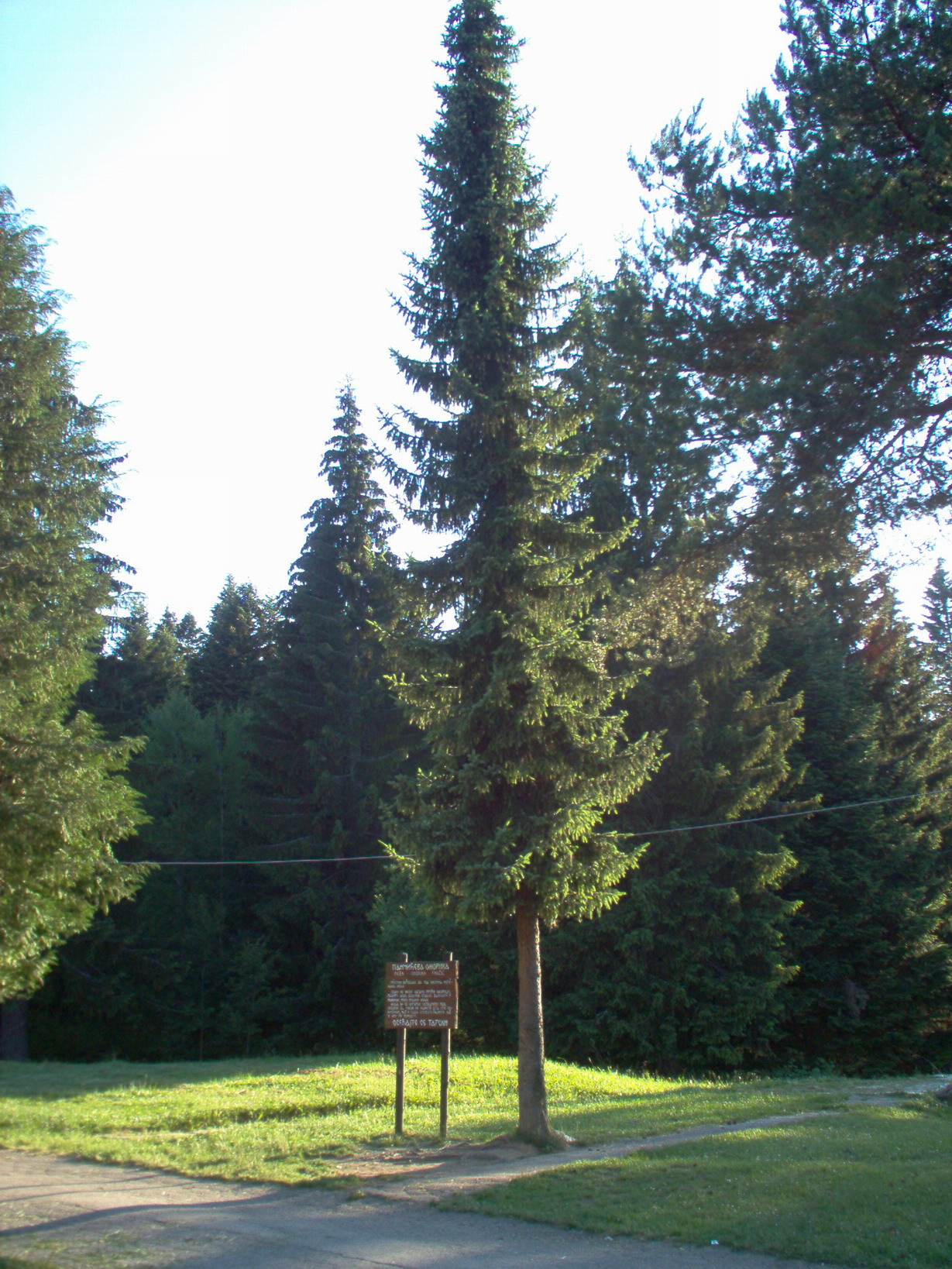
Ель сербская (Панчича)

Йо́сиф Па́нчич (серб. Јосиф Панчић/Josif Pančić) — сербский врач, ботаник, первый Президент Сербской королевской академии.

## Биография
Панчич родился в деревне Угрини (территория современной Хорватии) и был четвёртым ребенком в Сербской католической семье. Согласно преданию семья Панчичей происходила из Герцеговины. Родители Йосифа были бедными, но его дядя был архидиаконом в городе Госпич и он взял на себя заботу об обучении Йосифа: в начальной школе Госпича, средней школе в Риеке. Из Риеки Йосиф в 1830 переехал в Загреб, где продолжил обучение. В 1842 закончил медицинский факультет в Пеште и стал доктором медицины.

## Научная деятельность
Наиболее известным достижением Йосифа Панчича является открытие им редкого вида ели — Ели сербской (или Панчичевой ели).
В 1887 году вошёл в число первых 16 академиков и стал первым Президентом Сербской королевской академии.

## Память
- В честь учёного названа самая высокая вершина Копаоника — Панчичев-Врх, на которой он был захоронен в мавзолее.
- В Белграде на Студенческой площади поставлен памятник.

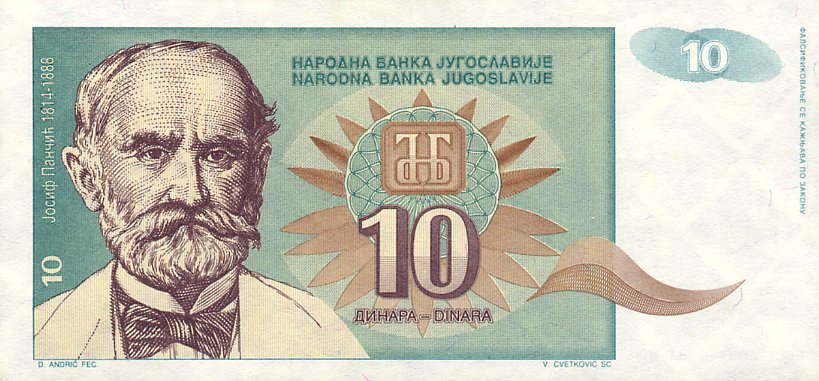
Портрет Панчича на Югославской банкноте в 10 динаров., 1994

- В 1994 году выпущена банкнота Югославии 10 динаров и его изображением.

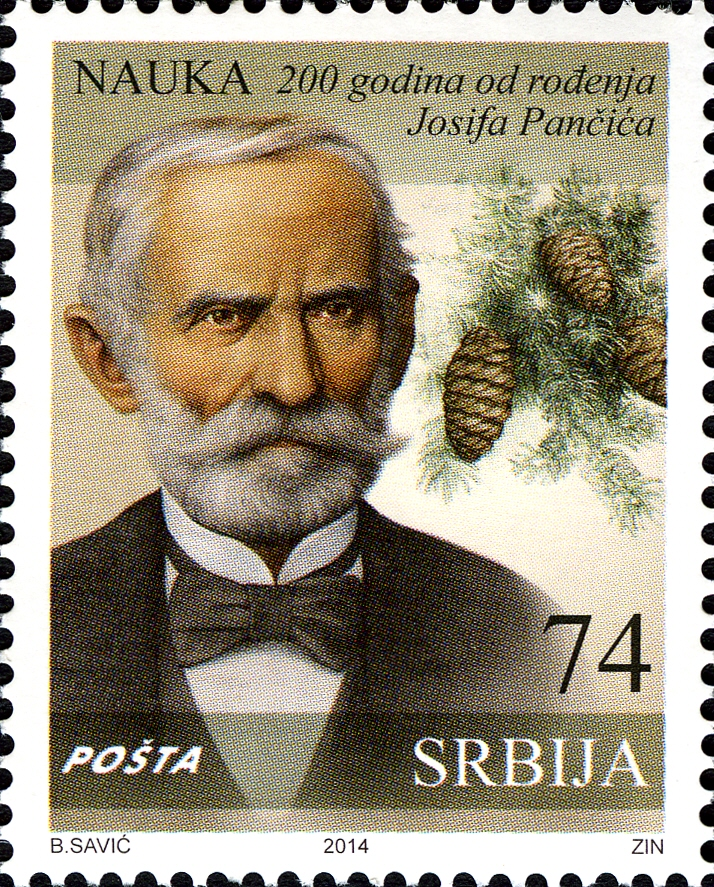
200 лет со дня рождения Йосифа Панчича, Почта Сербии, 2014

- В 2014 году Почта Сербии выпустила почтовую марку, приуроченную к 200-летию со дня рождения Йосифа Панчича.